# Swingers band
Swingers band je najpoznatiji i najuspješniji hrvatski swing sastav.

## O sastavu
Osnovao ga je Robert Mareković, suosnivač i bivši član Fantoma, 1999. inspiriran velikim povratkom swinga u Americi. U svom je glazbenom repertoaru, po uzoru na svoje američke idole (Elvisa Presleyja, Franka Sinatru, Deana Martina, Louisa Primu...) pomirio glazbene stilove poput: swinga, jivea, rockabillyja, twista, koketirajući i s latino ritmovima.
Svoj prvi nastup imao je u zagrebačkom klubu "Tvornica".
Prvi spot snimio je 2000. godine za pjesmu iz crtanog filma "Knjiga o džungli" "I wanna be like you", koju je u originalu izvodio Louis Prima, drugi 2001. za pjesmu "Americano", koju izvode u duetu sa zabavljačem i voditeljem Mirkom Fodorom, te treći, po prvi put na materinjem jeziku, za staru pjesmu Prljavog kazališta, "Sve gradske bitange" 2003. godine.
2005. godine, sastav objavljuje svoj drugi album, koji je bio svojevrsni presjek dotadašnjeg rada grupe, a osim uobičajenih jezičnih izričaja, engleskog i talijanskog, u obradama poznatih standarda pojavile su se i dvije pjesme na hrvatskom jeziku.
Tijekom ljeta 2006., sastav počinje raditi na prvom postumnom duetu u Hrvatskoj, duetu s Ivom Robićem. 
2007. godine na 15-oj tradicionalnoj dodjeli najprestižnije hrvatske glazbene nagrade Porin, grupa je dobila nagradu u jednoj od najprestižnijih kategorija, "najbolji album u kategoriji zabavne glazbe", upravo za album pjesama posvećenih Ivi Robiću.

## Članovi
- Robert Mareković - vokal
- Andrej Henigman - saksofon
- Vanja Ileković - saksofon
- Tomislav Kreš - truba
- Vladimir Janušić - trombon
- Srđan Basarić - gitara
- Dražen Vuksan - bas
- Dragoljub Zečević - klavijature
- Ozren Tabaković - bubnjevi

## Diskografija

### Studijski albumi
- Promo cd (2001., Dinaton)
- Let's dance with Swingers (2001., Dinaton)
- Rewind (2005., Aquarius Records)
- Samo jednom se ljubi (2007., Aquarius Records)
- Ljubav i moda - povratak u 60-te (2009., Aquarius Records)

### Albumi uživo
- Live in Zagreb (2010., Aquarius Records)

### Kompilacije
- The greatest shits (2004.) for Fans ONLY
- robert.marekovic@fantomi-swingers.hr (2011., Aquarius Records)

### Singlovi
- Sve gradske bitange (2003., Dinaton)
- Don`t worry, be happy feat. E.N.I. (2004., Dallas Records)
- Jabuke i trešnje (2006., Aquarius records)
- Ljuljaj me nježno! feat. Ivana Kindl